# Світ сатани
«Світ сатани» (англ. Satan's World) — науково-фантастичний роман Пола Андерсона, належить до піджанру космічна опера.

## Публікації
«Світ сатани» вийшов у Сполучених Штатах у 1968 році, а у Франції — 1971 року у видавництві Denoël у збірці «Присутність майбутнього».

## Сюжет
Світ Сатани — це темна і заморожена самотня куля, яка не обертається навколо жодної зірки, «мандрівна зірка». Його щойно виявив Девід Фалкейн, дослідник на службі «Compagnie Solaire Epices et Spiritueux», власником якого є Ніколас ван Рейн. Раса цієї планети-сироти незабаром наблизить її до зірки, яка нагріє її і на деякий час зробить придатною для життя. Девід Фалкейн усвідомлює величезну потенційну цінність цього світу, оскільки він може вмістити забруднюючі чи небезпечні галузі, які не знайшли б місця в іншому місці. Він збирається відстояти права, які зроблять їх усіх казково багатими. Але все не так просто: в компанії його екіпажу, що складається з двох інопланетян, двоногого кота Чи Лана, й Адзеля, схожого на драконоброго кентавра, він переживе багато пригод...

## Написання роману
Вище вказаний роман входить до серії Полісотехнічної ліги, яку автор написав у 1954–1982 роках. Цей цикл включає декілька оповідань і романів, головними героями яких є Ніколас ван Рейн (2376 рік н.е.) та Девід Фелкейн (2406 рік н.е.). Полісотехнічна ліга — це свого роду міжзоряна купецька гільдія. Цикл закінчується її розвалом.

## Аналіз астрофізичного контексту

### Мандрівна планета
Блукаюча (або сирота) планета — це вільний об’єкт планетарної маси, який рухається в просторі, не бувши пов'язаний гравітаційним зв’язком із зіркою. Хоча їх майже неможливо виявити, оскільки вони не випромінюють світло і не освітлюються жодними сусідніми зірками, нині[коли?] вважається, що в нашій галактиці Чумацький Шлях є велика їх кількість. Одна з гіпотез щодо утворення блукаючого газового гіганта полягає в тому, що він міг утворитися безпосередньо шляхом конденсації газової хмари, як у випадку зірки. За альтернативною гіпотизою це також можуть бути тіла, викинуті зі своєї системою планет під час фази формування або пізніше, коли система зустрічається з іншим масивним тілом, яке порушує отримані орбіти. З іншого боку, мандрівна земна планета високої щільності (як Світ Сатани чи наша Земля), здається, не може утворитися безпосередньо шляхом нарощування газової хмари.
Джон Дж. Матезе, почесний професор Університету Луїзіани в Лафайєті (Канада), навіть вважає, що наша власна Сонячна система захопила блукаючу планету, що в декілька разів перевищує масу Юпітера, яка обертатиметься в хмарі Оорта на значній відстані 25 000 АО від Сонця (Примітка: AО = астрономічна одиниця, 1 астрономічна одиниця = відстань від Землі до Сонця, тобто 150 мільйонів кілометрів.).
До аналогічного висновку незалежно прийшов доктор Джон Мюррей з Відкритого університету в Мілтон-Кейнс (Велика Британія).
Зауважте, що для того, щоб бути класифіковані як «планета», небесне тіло повинно мати масу у 13 разів менше, ніж Юпітер, який сам має масу в 318 разів більше земної. Тому назва «мандрівна планета» охоплює широкий спектр можливостей, починаючи від великого астероїда, такого як Церера, до газового супергіганта, який включає планету з масою Землі.
Небесне тіло, маса якого в 13 разів перевищує масу Юпітера (0,07 маси Сонця), але залишається менше ніж у 80 разів, є коричневим карликом. Це певним чином «провалена зірка», яка містить лише обмежений синтез дейтерію. Якщо його маса перевищує масу Юпітера в 80 разів, вона досягне статусу «справжньої зірки» і зможе розпочати синтез водню в гелій всередині себе.
Концепція мандрівної планети була використана в кількох творах наукової фантастики. Коли в нашій Сонячній системі з’являється блукаюча планета, ця поява зазвичай використовується для опису будь-яких хвилювань і катастроф, які вона туди приносить.

## Твори з використанням концепції мандрівної планети
Римляни з наукової фантастики
- Пол Андерсон. «Планета Сатани».

Ігри
- «Світ Перна».

Фільми
- «Блукаюча планета» (англ. The Wandering Planet), італійський фільм Антоніо Маргеріті (1966)[3]

Інші подібні роботи можна знайти, натиснувши на посилання: Міжзоряна планета.